# Copa Panamericana de Voleibol Masculino de 2009
La IV Copa Panamericana de Voleibol Masculino se celebró del 15 de junio al 20 de junio de 2009 en Chiapas, México. El torneo contó con la participación de 7 selecciones nacionales de la NORCECA.
Esta es la última Copa Panamericana sin seleccionados de Sudamérica.

## Grupos
| Grupo A              | Grupo B     |
| -------------------- | ----------- |
| República Dominicana | Puerto Rico |
| Canadá               | Panamá      |
| Estados Unidos       | México      |
|                      | Guatemala   |

## Primera ronda
– Clasificados a las semifinales. 
     – Clasificados a los cuartos de final.
     – Pasan a disputar la clasificación del 5.º al 8.º lugar.

### Grupo A
| Pos | Equipo               | PJ | PG | PP | SF | SC | DS | PTS |
| --- | -------------------- | -- | -- | -- | -- | -- | -- | --- |
| 1   | Estados Unidos       | 2  | 2  | 0  | 6  | 2  | +4 | 4   |
| 2   | Canadá               | 2  | 1  | 1  | 5  | 4  | +1 | 3   |
| 3   | República Dominicana | 2  | 0  | 2  | 1  | 6  | -5 | 2   |

#### Resultados
| Fecha    | Encuentro                             | Resultado | Set   | Set   | Set   | Set   | Set   | Puntuación total | Tiempo |
| Fecha    | Encuentro                             | Resultado | 1     | 2     | 3     | 4     | 5     | Puntuación total | Tiempo |
| -------- | ------------------------------------- | --------- | ----- | ----- | ----- | ----- | ----- | ---------------- | ------ |
| 15-06-09 | República Dominicana - Canadá         | 1 - 3     | 25:15 | 21:25 | 20:25 | 18:25 |       | 84 - 90          |        |
| 16-06-09 | Estados Unidos - República Dominicana | 3 - 0     | 31:29 | 25:19 | 25:20 |       |       | 81 - 68          |        |
| 17-06-09 | Canadá - Estados Unidos               | 2 - 3     | 22:25 | 25:22 | 21:25 | 26:24 | 13:15 | 107 - 111        |        |

### Grupo B
| Pos | Equipo      | PJ | PG | PP | SF | SC | DS | PTS |
| --- | ----------- | -- | -- | -- | -- | -- | -- | --- |
| 1   | Puerto Rico | 3  | 3  | 0  | 9  | 0  | +9 | 6   |
| 2   | México      | 3  | 2  | 1  | 6  | 3  | +3 | 5   |
| 3   | Guatemala   | 3  | 1  | 2  | 3  | 6  | -3 | 4   |
| 4   | Panamá      | 3  | 0  | 3  | 0  | 9  | -9 | 3   |

#### Resultados
| Fecha    | Encuentro               | Resultado | Set   | Set   | Set   | Set | Set | Puntuación total | Tiempo |
| Fecha    | Encuentro               | Resultado | 1     | 2     | 3     | 4   | 5   | Puntuación total | Tiempo |
| -------- | ----------------------- | --------- | ----- | ----- | ----- | --- | --- | ---------------- | ------ |
| 15-06-09 | Puerto Rico - Panamá    | 3 - 0     | 25:17 | 25:14 | 25:22 |     |     | 75 - 53          |        |
| 15-06-09 | México - Guatemala      | 3 - 0     | 25:16 | 25:23 | 25:17 |     |     | 75 - 56          |        |
| 16-06-09 | Panamá - Guatemala      | 0 - 3     | 22:25 | 22:25 | 18:25 | :   |     | 62 - 75          |        |
| 16-06-09 | México - Puerto Rico    | 0 - 3     | 31:33 | 23:25 | 21:25 |     |     | 75 - 83          |        |
| 17-06-09 | Guatemala - Puerto Rico | 0 - 3     | 14:25 | 17:25 | 18:25 |     |     | 49 - 75          |        |
| 17-06-09 | México - Panamá         | 3 - 0     | 25:13 | 25:18 | 26:24 | :   |     | 76 - 55          |        |

### Definición 5.º al 7.º lugar
| Fase      | Fecha       | Encuentro          | Resultado | Set   | Set   | Set   | Set   | Set   | Puntuación total | Tiempo |
| Fase      | Fecha       | Encuentro          | Resultado | 1     | 2     | 3     | 4     | 5     | Puntuación total | Tiempo |
| --------- | ----------- | ------------------ | --------- | ----- | ----- | ----- | ----- | ----- | ---------------- | ------ |
| 5° puesto | 19 de junio | Guatemala - México | 1 - 3     | 18:25 | 19:25 | 25:17 | 15:25 |       | 77 - 92          |        |
| 6° puesto | 20 de junio | Panamá - Guatemala | 2 - 3     | 21:25 | 25:16 | 23:25 | 25:17 | 09:15 | 103 - 98         |        |

## Fase final

### Final 1.º al 4.º puesto
|  | Cuartos de final      | Cuartos de final     |                        |                        | Semifinales          | Semifinales |  |  | Final       | Final |
|  |                       |                      |                        |                        |                      |             |  |  |             |       |
|  |                       |                      |                        |                        |                      |             |  |  |             |       |
|  |                       |                      |                        |                        |                      |             |  |  |             |       |
|  | Estados Unidos        |                      |                        |                        |                      |             |  |  |             |       |
|  | 19 de junio           |                      |                        |                        |                      |             |  |  |             |       |
|  | Clasifica 1ro en el A |                      |                        |                        |                      |             |  |  |             |       |
|  | Estados Unidos        | 3                    |                        |                        |                      |             |  |  |             |       |
|  | Estados Unidos        | 3                    | 18 de junio            |                        |                      |             |  |  |             |       |
|  |                       | República Dominicana | 0                      |                        |                      |             |  |  |             |       |
|  | México                | República Dominicana | 0                      | 0                      |                      |             |  |  |             |       |
|  | México                |                      | 20 de junio            | 0                      |                      |             |  |  |             |       |
|  | República Dominicana  | 3                    |                        |                        |                      |             |  |  |             |       |
|  | República Dominicana  | 3                    | Estados Unidos         | 3                      |                      |             |  |  |             |       |
|  |                       |                      | Estados Unidos         | 3                      |                      |             |  |  |             |       |
|  |                       | Canadá               | 2                      |                        |                      |             |  |  |             |       |
|  | Puerto Rico           | Canadá               | 2                      |                        |                      |             |  |  |             |       |
|  | 19 de junio           |                      |                        |                        |                      |             |  |  |             |       |
|  | Clasifica 1ro en el B |                      |                        |                        |                      |             |  |  |             |       |
|  | Puerto Rico           | 1                    | Tercer y cuarto puesto | Tercer y cuarto puesto |                      |             |  |  |             |       |
|  | Puerto Rico           | 1                    | Tercer y cuarto puesto | Tercer y cuarto puesto | 18 de junio          |             |  |  |             |       |
|  |                       | Canadá               | 3                      |                        |                      |             |  |  |             |       |
|  | Canadá                | Canadá               | 3                      | 3                      | República Dominicana | 3           |  |  |             |       |
|  | Canadá                |                      |                        | 3                      | República Dominicana | 3           |  |  |             |       |
|  | Guatemala             | 0                    |                        | Puerto Rico            | 2                    |             |  |  |             |       |
|  | Guatemala             | 0                    |                        |                        | 2                    |             |  |  |             |       |
|  |                       |                      |                        |                        |                      |             |  |  | 20 de junio |       |
|  |                       |                      |                        |                        |                      |             |  |  |             |       |

#### Resultados
| Fase             | Fecha       | Encuentro                             | Resultado | Set   | Set   | Set   | Set   | Set   | Puntuación total | Tiempo |
| Fase             | Fecha       | Encuentro                             | Resultado | 1     | 2     | 3     | 4     | 5     | Puntuación total | Tiempo |
| ---------------- | ----------- | ------------------------------------- | --------- | ----- | ----- | ----- | ----- | ----- | ---------------- | ------ |
| Cuartos de final | 18 de junio | Canadá - Guatemala                    | 3 - 0     | 25:14 | 25:16 | 25:19 |       |       | 75 - 49          |        |
| Cuartos de final | 18 de junio | México - República Dominicana         | 0 - 3     | 21:25 | 19:25 | 23:25 |       |       | 63 - 75          |        |
| Semifinal        | 19 de junio | Estados Unidos - República Dominicana | 3 - 0     | 25:21 | 25:23 | 25:14 |       |       | 75 - 58          |        |
| Semifinal        | 19 de junio | Puerto Rico - Canadá                  | 1 - 3     | 18:25 | 27:25 | 20:25 | 24:26 |       | 89 - 101         |        |
| Tercer lugar     | 20 de junio | República Dominicana - Puerto Rico    | 3 - 2     | 25:20 | 20:25 | 25:20 | 20:25 | 15:10 | 105 - 100        |        |
| Final            | 20 de junio | Estados Unidos - Canadá               | 3 - 2     | 32:30 | 16:25 | 24:26 | 25:17 | 15:12 | 112 - 110        |        |

## Campeón
| Estados Unidos           |
| Campeón                  |
| Estados Unidos 3° título |

## Clasificación general
| Pos | Equipo               |
| --- | -------------------- |
| 1   | Estados Unidos       |
| 2   | Canadá               |
| 3   | República Dominicana |
| 4   | Puerto Rico          |
| 5   | México               |
| 6   | Guatemala            |
| 7   | Panamá               |